# Leptonové číslo
Leptonové číslo je fyzikální veličina charakterizující leptony a antileptony. Každý lepton má leptonové číslo L rovno +1, každý antilepton má leptonové číslo rovno −1. Ostatní částice, tedy baryony a bosony, mají leptonové číslo rovné nule. Leptonovým číslem můžeme též označit počet leptonů, minus počet antileptonů v částicové reakci.
Dříve se mělo za to, že v každém procesu ve vesmíru, stejně jako v každém procesu ve světě elementárních částic zůstává leptonové číslo zachováno. Tento výsledek byl získán experimentálně a nazývá se zákon zachování leptonového čísla. Podle něho je součet všech leptonů před reakcí roven součtu všech leptonů po reakci.
Leptonové číslo bylo zavedeno v roce 1953 k vysvětlení nepřítomnosti reakce mezi antineutrinem a neutronem za vzniku protonu a elektronu, v experimentu Fredericka Reinese a Clyde Cowana. Pozorována byla pouze reakce antineutrina a protonu za vzniku neutronu a pozitronu. Brzy bylo zjištěno, že existují tři různá leptonová čísla, Le, Lμ a Lτ, pro každé z nich platí zvláštní zákon zachování:
Elektronové leptonové číslo (Le), které je rovno +1 pro elektron a elektronové neutrino, −1 pro pozitron a jeho antineutrino, a nule pro částice jiných generací;
Mionové leptonové číslo (Lμ), které je rovno +1 pro mion a mionové neutrino, −1 pro antimion a jeho antineutrino, a nule pro částice jiných generací;
Tauonové leptonové číslo (Lτ), které je rovno +1 pro tauon a tauonové neutrino, −1 pro antitauon a jeho antineutrino, a nule pro částice jiných generací.
Dnes víme, že ve Standardním modelu se leptonové číslo zachovává, pokud mají neutrina nulovou klidovou hmotnost. Byly však pozorovány neutrinové oscilace, které jsou vysvětlením dříve pozorovaného nízkého neutrinového toku ze Slunce. Víme proto, že každé z leptonových čísel se zachovává pouze přibližně. Zachovává se však jejich součet. Teoreticky se uvažuje i o možnosti, že dochází k rozpadu protonu. V takovém případě by se nezachovávalo ani toto souhrnné leptonové číslo, ale ani baryonové číslo, které by při rozpadu kleslo z +1 na nulu. Pokusy na detektorech v Japonsku nebo v Kanadě, jako je například Superkamiokande však prozatím neprokázaly, že by k takovému rozpadu docházelo.